# Copa Libertadores
Copa Libertadores de América, czyli Puchar Wyzwolicieli Ameryki – międzynarodowe rozgrywki klubowe pomiędzy najlepszymi klubami piłkarskimi Ameryki Południowej. Rozgrywki odbywają się co roku.

## Format
Rozgrywki miały różne formaty na przestrzeni lat. Pierwotnie tylko mistrzowie poszczególnych krajów Ameryki Południowej mogli uczestniczyć w turnieju. W 1966 dopuszczono również wicemistrzów. W 1998 roku zaproszone zostały zespoły z Meksyku, które regularnie brały udział w czempionacie od roku 2000 do 2016, kiedy nastąpiło jego powiększenie z 20 do 32 zespołów. Obecnie w rozgrywkach występują co najmniej po cztery zespoły z danego kraju, przy czym Argentyna może wystawić sześć klubów, a Brazylia siedem.
Obecny format zakłada również trzy rundy eliminacyjne, grane od lutego do marca. W pierwszej rundzie bierze udział 6 zespołów, w drugiej 16 i w trzeciej 8, które podzielone są na pary, które to rywalizują w formie dwumeczu. Zwycięzcy trzeciej rundy oraz pozostałych 26 uczestników uczestniczą w fazie grupowej, w której to zespoły podzielone są na osiem grup. Zwycięzcy każdej grupy, a także drużyny, które zajęły w nich drugie miejsce, grają następnie w fazie pucharowej, granej na tej samej zasadzie, która panuje w Lidze Mistrzów. Od 2019 finał rozgrywany jest w formie jednego meczu na neutralnym terenie, natomiast wcześniej był rozgrywany w formie dwumeczu. Zwycięzca Copa Libertadores otrzymuje szansę gry w dwóch turniejach: Klubowych Mistrzostwach Świata oraz Recopa Sudamericana.

## Przydział miejsc
| I runda | II runda | III runda                                | Faza grupowa | Faza play-off                                                    |
| --- | --- | ---------------------------------------- | --- | ---------------------------------------------------------------- |
| - Boliwia - Wicemistrz ligi jesiennej (Apertura). - Ekwador - Druga najlepsza drużyna w rankingu kwalifikacyjnych do pucharów z ligi ekwadorskiej. - Paragwaj - Druga najlepsza drużyna, która nie wygrała Apertury lub Clausury, ligi paragwajskiej. - Peru - 4. miejsce ligi peruwiańskiej. - Urugwaj - Druga najlepsza drużyna w rankingu kwalifikacyjnych do pucharów z ligi urugwajskiej. - Wenezuela - Druga najlepsza drużyna w rankingu kwalifikacyjnych do pucharów z ligi wenezuelskiej. | - 3 zwycięskie drużyny z pierwszej rundy. - Argentyna - 5. miejsce ligi argentyńskiej. - Boliwia - Wicemistrz ligi wiosennej (Clausura). - Brazylia - 5. miejsce ligi brazylijskiej. - 6. miejsce ligi brazylijskiej. - Chile - 3. miejsce ligi chilijskiej. - Zwycięzca Pucharu Chile. - Ekwador - Najlepsza drużyna w rankingu kwalifikacyjnych do pucharów z ligi ekwadorskiej. - Kolumbia - Najlepsza drużyna, która nie wygrała Apertury lub Finalización, ligi kolumbijskiej. - Zwycięzca Pucharu Kolumbii. - Paragwaj - Najlepsza drużyna, która nie wygrała Apertury lub Clausury, ligi paragwajskiej. - Peru - 3. miejsce ligi peruwiańskiej. - Urugwaj - Najlepsza drużyna w rankingu kwalifikacyjnych do pucharów z ligi urugwajskiej. - Wenezuela - Najlepsza drużyna w rankingu kwalifikacyjnych do pucharów z ligi wenezuelskiej. | - 8 zwycięskich drużyny z drugiej rundy. | - 4 zwycięskie drużyny z trzeciej rundy. - Argentyna - Mistrz ligi argentyńskiej. - Wicemistrz ligi argentyńskiej. - 3. miejsce ligi argentyńskiej. - 4. miejsce ligi argentyńskiej. - Zwycięzca Pucharu Argentyny. - Boliwia - Mistrz ligi jesiennej (Apertura). - Mistrz ligi wiosennej (Clausura). - Brazylia - Mistrz ligi brazylijskiej. - Wicemistrz ligi brazylijskiej. - 3. miejsce ligi brazylijskiej. - 4. miejsce ligi brazylijskiej. - Zwycięzca Pucharu Brazylii. - Chile - Mistrz ligi chilijskiej. - Wicemistrz ligi chilijskiej. - Ekwador - Mistrz ligi ekwadorskiej. - Wicemistrz ligi ekwadorskiej. - Kolumbia - Mistrz ligi jesiennej (Apertura). - Mistrz ligi wiosennej (Finalización). - Paragwaj - Mistrz ligi jesiennej (Apertura). - Mistrz ligi wiosennej (Clausura). - Peru - Mistrz ligi peruwiańskiej. - Wicemistrz ligi peruwiańskiej. - Urugwaj - Mistrz ligi urugwajskiej. - Wicemistrz ligi urugwajskiej. - Wenezuela - Mistrz ligi wenezuelskiej. - Wicemistrz ligi wenezuelskiej. Miejsce zapewnione mają też zwycięzcy Copa Libertadores i Copa Sudamericana z poprzedniego roku. | - 8 zwycięzców grup - 8 drużyn, które zajęły 2. miejsce w grupie |

## Zwycięzcy
| Lp.     | Rok  | Zwycięzca            | Finał  | Finał   | Drugie miejsce          |
| Lp.     | Rok  | Zwycięzca            | I mecz | II mecz | Drugie miejsce          |
| ------- | ---- | -------------------- | ------ | ------- | ----------------------- |
| I       | 1960 | Peñarol              | 1:1    | 1:0     | Olimpia                 |
| II      | 1961 | Peñarol              | 1:1    | 1:0     | Palmeiras               |
| III     | 1962 | Santos               | 3:0    | 3:3     | Peñarol                 |
| IV      | 1963 | Santos               | 2:1    | 3:2     | Boca Juniors            |
| V       | 1964 | Independiente        | 1:0    | 0:0     | Nacional                |
| VI      | 1965 | Independiente        | 4:1    | 2:3     | Peñarol                 |
| VII     | 1966 | Peñarol              | 4:2    | 4:3     | River Plate             |
| VIII    | 1967 | Racing Club          | 2:1    | 0:0     | Nacional                |
| IX      | 1968 | Estudiantes          | 2:0    | 3:4     | Palmeiras               |
| X       | 1969 | Estudiantes          | 2:0    | 1:0     | Nacional                |
| XI      | 1970 | Estudiantes          | 0:0    | 1:0     | Peñarol                 |
| XII     | 1971 | Nacional             | 2:0    | 1:1     | Estudiantes             |
| XIII    | 1972 | Independiente        | 0:0    | 2:1     | Universitario           |
| XIV     | 1973 | Independiente        | 0:0    | 2:1     | Colo-Colo               |
| XV      | 1974 | Independiente        | 1:0    | 3:2     | São Paulo               |
| XVI     | 1975 | Independiente        | 2:0    | 3:2     | Unión Española          |
| XVII    | 1976 | Cruzeiro             | 3:2    | 5:3     | River Plate             |
| XVIII   | 1977 | Boca Juniors         | 0:0    | 1:1     | Cruzeiro                |
| XVIII   | 1977 | Boca Juniors         | 5:4 k. |         | Cruzeiro                |
| XIX     | 1978 | Boca Juniors         | 0:0    | 4:0     | Deportivo Cali          |
| XX      | 1979 | Olimpia              | 0:0    | 2:0     | Boca Juniors            |
| XXI     | 1980 | Nacional             | 0:0    | 1:0     | Internacional           |
| XXII    | 1981 | Flamengo             | 2:0    | 2:2     | Cobreloa                |
| XXIII   | 1982 | Peñarol              | 1:0    | 0:0     | Cobreloa                |
| XXIV    | 1983 | Grêmio               | 1:1    | 2:1     | Peñarol                 |
| XXV     | 1984 | Independiente        | 1:0    | 0:0     | Grêmio                  |
| XXVI    | 1985 | Argentinos Juniors   | 1:1    | 1:1     | América Cali            |
| XXVI    | 1985 | Argentinos Juniors   | 5:4 k. |         | América Cali            |
| XXVII   | 1986 | River Plate          | 2:1    | 1:0     | América Cali            |
| XXVIII  | 1987 | Peñarol              | 1:0    | 2:1     | América Cali            |
| XXIX    | 1988 | Nacional             | 0:1    | 3:0     | Newell’s Old Boys       |
| XXX     | 1989 | Atlético Nacional    | 0:2    | 2:0     | Olimpia                 |
| XXX     | 1989 | Atlético Nacional    | 5:4 k. |         | Olimpia                 |
| XXXI    | 1990 | Olimpia              | 1:1    | 2:0     | Barcelona SC            |
| XXXII   | 1991 | Colo-Colo            | 3:0    | 0:0     | Olimpia                 |
| XXXIII  | 1992 | São Paulo            | 0:1    | 1:0     | Newell’s Old Boys       |
| XXXIII  | 1992 | São Paulo            | 3:1 k. |         | Newell’s Old Boys       |
| XXXIV   | 1993 | São Paulo            | 0:2    | 5:1     | Universidad Católica    |
| XXXV    | 1994 | Vélez Sársfield      | 0:1    | 1:0     | São Paulo               |
| XXXV    | 1994 | Vélez Sársfield      | 5:3 k. |         | São Paulo               |
| XXXVI   | 1995 | Grêmio               | 1:1    | 3:1     | Atlético Nacional       |
| XXXVII  | 1996 | River Plate          | 0:1    | 2:0     | América Cali            |
| XXXVIII | 1997 | Cruzeiro             | 0:0    | 1:0     | Sporting Cristal        |
| XXXIX   | 1998 | Vasco da Gama        | 2:1    | 2:0     | Barcelona SC            |
| XL      | 1999 | Palmeiras            | 2:1    | 0:1     | Deportivo Cali          |
| XL      | 1999 | Palmeiras            | 4:3 k. |         | Deportivo Cali          |
| XLI     | 2000 | Boca Juniors         | 0:0    | 2:2     | Palmeiras               |
| XLI     | 2000 | Boca Juniors         | 4:2 k. |         | Palmeiras               |
| XLII    | 2001 | Boca Juniors         | 1:0    | 0:1     | Cruz Azul               |
| XLII    | 2001 | Boca Juniors         | 3:1 k. |         | Cruz Azul               |
| XLIII   | 2002 | Olimpia              | 2:1    | 0:1     | São Caetano             |
| XLIII   | 2002 | Olimpia              | 4:2 k. |         | São Caetano             |
| XLIV    | 2003 | Boca Juniors         | 3:1    | 2:0     | Santos                  |
| XLV     | 2004 | Once Caldas          | 1:1    | 0:0     | Boca Juniors            |
| XLV     | 2004 | Once Caldas          | 2:0 k. |         | Boca Juniors            |
| XLVI    | 2005 | São Paulo            | 1:1    | 4:0     | Athletico Paranaense    |
| XLVII   | 2006 | Internacional        | 2:1    | 2:2     | São Paulo               |
| XLVIII  | 2007 | Boca Juniors         | 3:0    | 2:0     | Grêmio                  |
| XLIX    | 2008 | LDU Quito            | 4:2    | 1:3     | Fluminense              |
| XLIX    | 2008 | LDU Quito            | 3:1 k. |         | Fluminense              |
| L       | 2009 | Estudiantes          | 0:0    | 2:1     | Cruzeiro                |
| LI      | 2010 | Internacional        | 2:1    | 3:2     | Guadalajara             |
| LII     | 2011 | Santos               | 0:0    | 2:1     | Peñarol                 |
| LIII    | 2012 | Corinthians Paulista | 1:1    | 2:0     | Boca Juniors            |
| LIV     | 2013 | Atlético Mineiro     | 0:2    | 2:0     | Olimpia                 |
| LIV     | 2013 | Atlético Mineiro     | 4:3 k. |         | Olimpia                 |
| LV      | 2014 | San Lorenzo          | 1:1    | 1:0     | Nacional                |
| LVI     | 2015 | River Plate          | 0:0    | 3:0     | Tigres UANL             |
| LVII    | 2016 | Atlético Nacional    | 1:1    | 1:0     | Independiente del Valle |
| LVIII   | 2017 | Grêmio               | 1:0    | 2:1     | Lanús                   |
| LIX     | 2018 | River Plate          | 2:2    | 3:1     | Boca Juniors            |
| LX      | 2019 | Flamengo             | 2:1    | 2:1     | River Plate             |
| LXI     | 2020 | Palmeiras            | 1:0    | 1:0     | Santos                  |
| LXII    | 2021 | Palmeiras            | 2:1    | 2:1     | Flamengo                |
| LXIII   | 2022 | Flamengo             | 1:0    | 1:0     | Athletico Paranaense    |
| LXIV    | 2023 | Fluminense           | 2:1    | 2:1     | Boca Juniors            |
| LXV     | 2024 | Botafogo             | 3:1    | 3:1     | Atlético Mineiro        |
| LXVI    | 2025 |                      |        |         |                         |

## Osiągnięcia według klubów
| Drużyna                 | Zwycięzca | Finalista | Zwycięzca (lata)                         | Finalista (lata)                   |
| ----------------------- | --------- | --------- | ---------------------------------------- | ---------------------------------- |
| Independiente           | 7         | 0         | 1964, 1965, 1972, 1973, 1974, 1975, 1984 | –                                  |
| Boca Juniors            | 6         | 6         | 1977, 1978, 2000, 2001, 2003, 2007       | 1963, 1979, 2004, 2012, 2018, 2023 |
| Peñarol                 | 5         | 5         | 1960, 1961, 1966, 1982, 1987             | 1962, 1965, 1970, 1983, 2011       |
| River Plate             | 4         | 3         | 1986, 1996, 2015, 2018                   | 1966, 1976, 2019                   |
| Estudiantes             | 4         | 1         | 1968, 1969, 1970, 2009                   | 1971                               |
| Olimpia                 | 3         | 4         | 1979, 1990, 2002                         | 1960, 1989, 1991, 2013             |
| Nacional                | 3         | 3         | 1971, 1980, 1988                         | 1964, 1967, 1969                   |
| São Paulo               | 3         | 3         | 1992, 1993, 2005                         | 1974, 1994, 2006                   |
| Palmeiras               | 3         | 3         | 1999, 2020, 2021                         | 1961, 1968, 2000                   |
| Grêmio                  | 3         | 2         | 1983, 1995, 2017                         | 1984, 2007                         |
| Santos                  | 3         | 2         | 1962, 1963, 2011                         | 2003, 2020                         |
| Flamengo                | 3         | 1         | 1981, 2019, 2022                         | 2021                               |
| Cruzeiro                | 2         | 2         | 1976, 1997                               | 1977, 2009                         |
| Internacional           | 2         | 1         | 2006, 2010                               | 1980                               |
| Atlético Nacional       | 2         | 1         | 1989, 2016                               | 1995                               |
| Colo-Colo               | 1         | 1         | 1991                                     | 1973                               |
| Atlético Mineiro        | 1         | 1         | 2013                                     | 2024                               |
| Fluminense              | 1         | 1         | 2023                                     | 2008                               |
| Racing Club             | 1         | 0         | 1967                                     | –                                  |
| Argentinos Juniors      | 1         | 0         | 1985                                     | –                                  |
| Vélez Sársfield         | 1         | 0         | 1994                                     | –                                  |
| Vasco da Gama           | 1         | 0         | 1998                                     | –                                  |
| Once Caldas             | 1         | 0         | 2004                                     | –                                  |
| LDU Quito               | 1         | 0         | 2008                                     | –                                  |
| Corinthians Paulista    | 1         | 0         | 2012                                     | –                                  |
| San Lorenzo             | 1         | 0         | 2014                                     | –                                  |
| Botafogo                | 1         | 0         | 2024                                     | –                                  |
| América Cali            | 0         | 4         | –                                        | 1985, 1986, 1987, 1996             |
| Deportivo Cali          | 0         | 2         | –                                        | 1978, 1999                         |
| Cobreloa                | 0         | 2         | –                                        | 1981, 1982                         |
| Newell’s Old Boys       | 0         | 2         | –                                        | 1988, 1992                         |
| Barcelona SC            | 0         | 2         | –                                        | 1990, 1998                         |
| Athletico Paranaense    | 0         | 2         | –                                        | 2005, 2022                         |
| Universitario           | 0         | 1         | –                                        | 1972                               |
| Unión Española          | 0         | 1         | –                                        | 1975                               |
| Universidad Católica    | 0         | 1         | –                                        | 1993                               |
| Sporting Cristal        | 0         | 1         | –                                        | 1997                               |
| Cruz Azul               | 0         | 1         | –                                        | 2001                               |
| São Caetano             | 0         | 1         | –                                        | 2002                               |
| Guadalajara             | 0         | 1         | –                                        | 2010                               |
| Nacional                | 0         | 1         | –                                        | 2014                               |
| Tigres UANL             | 0         | 1         | –                                        | 2015                               |
| Independiente del Valle | 0         | 1         | –                                        | 2016                               |
| Lanús                   | 0         | 1         | –                                        | 2017                               |

## Osiągnięcia według państw
| Państwo   | Zwycięzca | Finalista |
| --------- | --------- | --------- |
| Argentyna | 25        | 13        |
| Brazylia  | 24        | 19        |
| Urugwaj   | 8         | 8         |
| Kolumbia  | 3         | 7         |
| Paragwaj  | 3         | 5         |
| Chile     | 1         | 5         |
| Ekwador   | 1         | 3         |
| Meksyk    | 0         | 3         |
| Peru      | 0         | 2         |
| Boliwia   | 0         | 0         |
| Wenezuela | 0         | 0         |

## Najlepsi strzelcy w historii
| Mj. | Zawodnik             | Gole | Mecze | Kluby                                                             |
| --- | -------------------- | ---- | ----- | ----------------------------------------------------------------- |
| 1   | Alberto Spencer      | 54   | 87    | Peñarol, Barcelona SC                                             |
| 2   | Fernando Morena      | 37   | 77    | Peñarol                                                           |
| 3   | Pedro Virgilio Rocha | 36   | 88    | Peñarol, São Paulo, Palmeiras                                     |
| 4   | Daniel Onega         | 31   | 47    | River Plate                                                       |
| 4   | Gabriel Barbosa      | 31   | 60    | Santos, Flamengo                                                  |
| 6   | Julio Morales        | 30   | 76    | Nacional                                                          |
| 7   | Antony de Ávila      | 29   | 94    | América de Cali, Barcelona SC                                     |
| 7   | Juan Carlos Sarnari  | 29   | 62    | River Plate, Universidad Católica, Universidad de Chile, Santa Fe |
| 7   | Luizão               | 29   | 43    | Vasco da Gama, Corinthians Paulista, Grêmio, São Paulo            |
| 10  | Juan Carlos Sánchez  | 26   | 53    | Jorge Wilstermann, Blooming, San José                             |
| 10  | Luis Artime          | 26   | 40    | Independiente, Nacional                                           |

## Prawa transmisyjne w Polsce
Wybrane mecze rozgrywek Copa Libertadores są transmitowane na kanałach sportowych Polsatu oraz na platformie Polsat Box Go.